# Civitella Messer Raimondo
Civitella Messer Raimondo est une commune de la province de Chieti dans les Abruzzes en Italie.

## Administration
| Période                                  | Période  | Identité           | Étiquette | Qualité |
| ---------------------------------------- | -------- | ------------------ | --------- | ------- |
| 14 juin 2004                             | En cours | Paolo Di Guglielmo |           |         |
| Les données manquantes sont à compléter. |          |                    |           |         |

### Hameaux
Calazzotto, Colle San Salvatore, Fonte, Gallo, Vicenne 

### Communes limitrophes
Casoli, Fara San Martino, Gessopalena, Lama dei Peligni, Palombaro